# Аутербридж, Питер
Пи́тер Аутербридж (англ. Peter Outerbridge) (род. 30 июня 1966, Торонто, Онтарио, Канада) — канадский актёр, известный по фильмам «Портрет убийцы», «Меня зовут Сара», «Пила 6», сериалу «Регенезис» и другим работам.

## Биография
Родился и вырос в Торонто вместе со своими сёстрами и братьями, среди них он был самым младшим и пятым по счёту ребёнком. Отец занимался адвокатской деятельностью. После окончания средней школы, Питер поступил в Викторианский университет на актёрское отделение, которое окончил в 1988 году. В том же году он создал театральную труппу Way Off Broadway. С этой труппой он гастролировал по Канаде с 1988 по 1992 годы.
С 1990 года он начал сниматься на телевидении. Дважды (в 1997 и 2002 годах) был номинантом на канадскую премию «Джини» и многократно на канадскую премию «Джемини». В 2013 году Питер получил «Канадскую экранную премию» за роль второго плана в фильме «Джон А.: Рождение страны» (2011).
С 2000 года женат на Тэмми Исбелл, от которой имеет двух близнецов — Сэмюэля и Томаса (род. 2004).

## Избранная фильмография
| Год       |   | Русское название              | Оригинальное название | Роль                         |
| --------- | - | ----------------------------- | --------------------- | ---------------------------- |
| 1992—1998 | с | Горец                         | Highlander            | Пол Кинмэн                   |
| 1993      | ф | Крутые виражи                 | Cool Runnings         | Йозеф Грюлл                  |
| 1993      | ф | Мгновения любви               | For the Moment        | Джонни                       |
| 1994      | ф | Репликатор                    | Replikator            | Джон Чивер                   |
| 1996      | ф | Поцелуй со смертью            | Kissed                | Мэтт                         |
| 1996—1999 | с | Тысячелетие                   | Millennium            | Барри Болдуин                |
| 1997—2001 | с | Её звали Никита               | La femme Nikita       | Роджер                       |
| 1999      | ф | Лучше шоколада                | Better Than Chocolate | Джуди                        |
| 2000      | ф | Миссия на Марс                | Mission to Mars       | Сергей Киров                 |
| 2001—2010 | с | 24 часа                       | 24                    | Ронни Старк                  |
| 2002      | ф | Портрет убийцы                | The Rendering         | Теодор Грей                  |
| 2004—2008 | с | Регенезис                     | ReGenesis             | Дэвид Сэндстром              |
| 2004—2005 | с | Перед смертью все равны       | The Murdoch Mysteries | Уильям Мёрдок                |
| 2006      | ф | Счастливое число Слевина      | Lucky Number Slevin   | детектив Дамбровски          |
| 2007      | ф | Меня зовут Сара               | My Name Is Sarah      | Чарли Мэннинг                |
| 2009      | ф | Пила 6                        | Saw VI                | Уильям Истон                 |
| 2010—2013 | с | Никита                        | Nikita                | Ари Тасаров                  |
| 2012      | с | Форс-мажоры                   | Suits                 | Кейт Хойт                    |
| 2012      | с | Красавица и чудовище          | Beauty and the Beast  | Сильверфокс                  |
| 2012—2013 | с | Девушки и бомбы               | Bomb Girls            | Боб Корбетт                  |
| 2013      | ф | Лимб                          | Haunter               | Брюс Джонсон                 |
| 2016      | ф | Взаперти                      | Shut In               | Ричард Портман               |
| 2018      | ф | Уровень 16                    | Level 16              | доктор Миро                  |
| 2020      | с | Хадсон и Рекс                 | Hudson & Rex          | Виктор Мэддокс               |
| 2019      | с | Бэтвумен                      | Batwoman              | Роман Сайонис / Чёрная маска |
| 2025      | с | Оно: Добро пожаловать в Дерри | It: Welcome to Derry  |                              |

1. ↑  Peter Outerbridge // Discogs (англ.) — 2000.